# بارهاون
بارهاون (انگلیسی: Barrhaven) یک محله حومه ای به سرعت در حال رشد است در جنوب غربی منطقه شهری شهر اتاوا، انتاریو، کانادا، حدود ۱۷ کیلومتری (۱۱ مایل) جنوب غربی مرکز شهر اوتاوا. قبل از ادغام با اتاوا در سال ۲۰۰۱ بود، بارهاون قبل از آن بخشی از شهر نپئن، انتاریو بود.